# プラジェラート
プラジェラート（イタリア語: Pragelato）は、イタリア共和国ピエモンテ州トリノ県にある、人口約800人の基礎自治体（コムーネ）。
2006年トリノオリンピックではスキージャンプ、クロスカントリー、ノルディック複合の会場となった。

## 地理

### 位置・広がり
トリノ県西部、ヴァル・キゾーネに位置するコムーネである。県都・州都トリノの西約60kmに位置する。

#### 隣接コムーネ
隣接するコムーネは以下の通り。
- エジッレス
- フェネストレッレ
- マッセッロ
- ウルクス
- プラーリ
- サルベルトランド
- サルツァ・ディ・ピネローロ
- サウゼ・ディ・チェザーナ
- サウゼ・ドゥルクス
- セストリエーレ
- ウッセアウズ

## 行政

### 分離集落
プラジェラートには、以下の分離集落（フラツィオーネ）がある。
- Allevè, Chezal, Duc, Grand Puy, Granges, Jousseaud, La Ruà (capoluogo), Laval, Pattemouche, Plan, Rif, Rivets, Seytes, Souchères Basses, Souchères Hautes, Traverses, Troncea, Tronchée, Val Tronche, Villardamont.